# Mercedes-Benz vision EQ Silver Arrow
Mercedes-Benz vision EQ Silver Arrow je koncept elektrického sportovního automobilu vytvořený německou společností Mercedes-Benz. Byl představen na automobilovém veletrhu v Pebble Beach ve Spojených státech amerických v roce 2018. Jde o poctu vozu Mercedes-Benz W125 Rekordwagen, který byl poháněn dvanáctiválcovým motorem o objemu 5,3 litru. Tento vůz vytvořil v roce 1938 světový rekord v nejvyšší dosažené rychlosti - 430 kilometrů za hodinu. Hlavním designérem byl Gorden Wagener, šéf designu automobilky.

## Technologie
Zadní část disponuje výsuvným dvoudílným přítlačným křídlem a výklopný kryt kokpitu určeného pouze pro řidiče - ve voze nalezneme pouze jednu sedačku. Akumulátor má kapacitu 80 kWh.
Automobil má pneumatiky Pirelli o rozměru 255/25 R24 vpředu a 305/25 R26 vzadu.
Vůz je 5,3 metru dlouhý.

## Technické specifikace

### Rozměry
- Délka: 5300 mm
- Počet míst k sezení: 1

### Baterie
- Kapacita: 80 kWh

### Jízdní vlastnosti
- Dojezd: 400 km
- Výkon: 550 kW (750 HP)

## Design

### Exteriér
Vůz je dlouhý 530 centimetrů. Vpředu nalezneme digitální masku, úzké světlomety propojené LED proužkem. 

### Interiér
V interiéru nalezneme podlahu ze dřeva, kožené sportovní sedadlo, ambientní podsvícení, sportovní volant. Nachází se zde i dvojice digitálních displejů, z nichž vzdálenější sleduje trasu a ten na volantu pak rychlost a další důležité údaje.

## Galerie

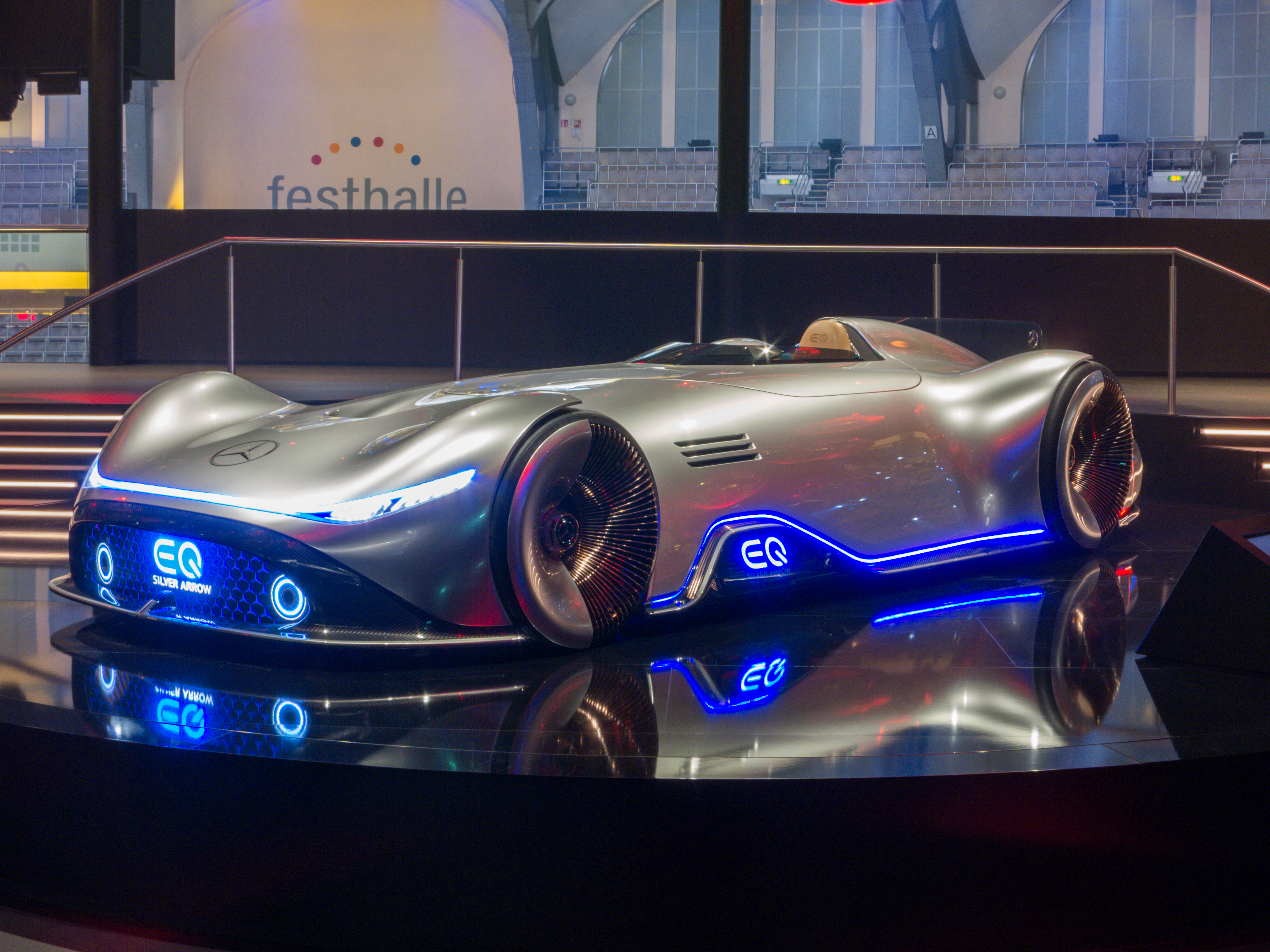
Mercedes-Benz Vision EQ Silver Arrow
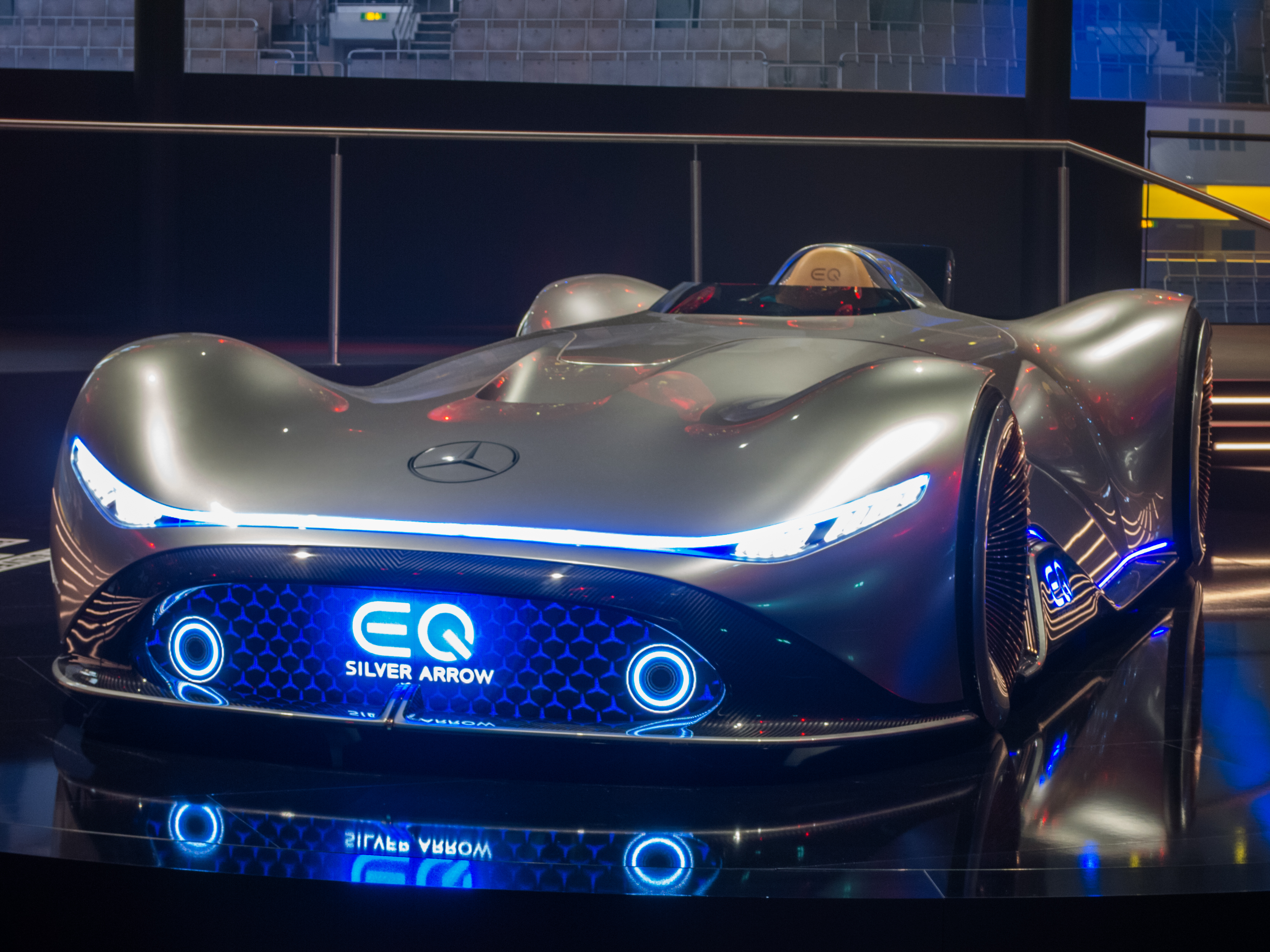
Mercedes-Benz Vision EQ Silver Arrow
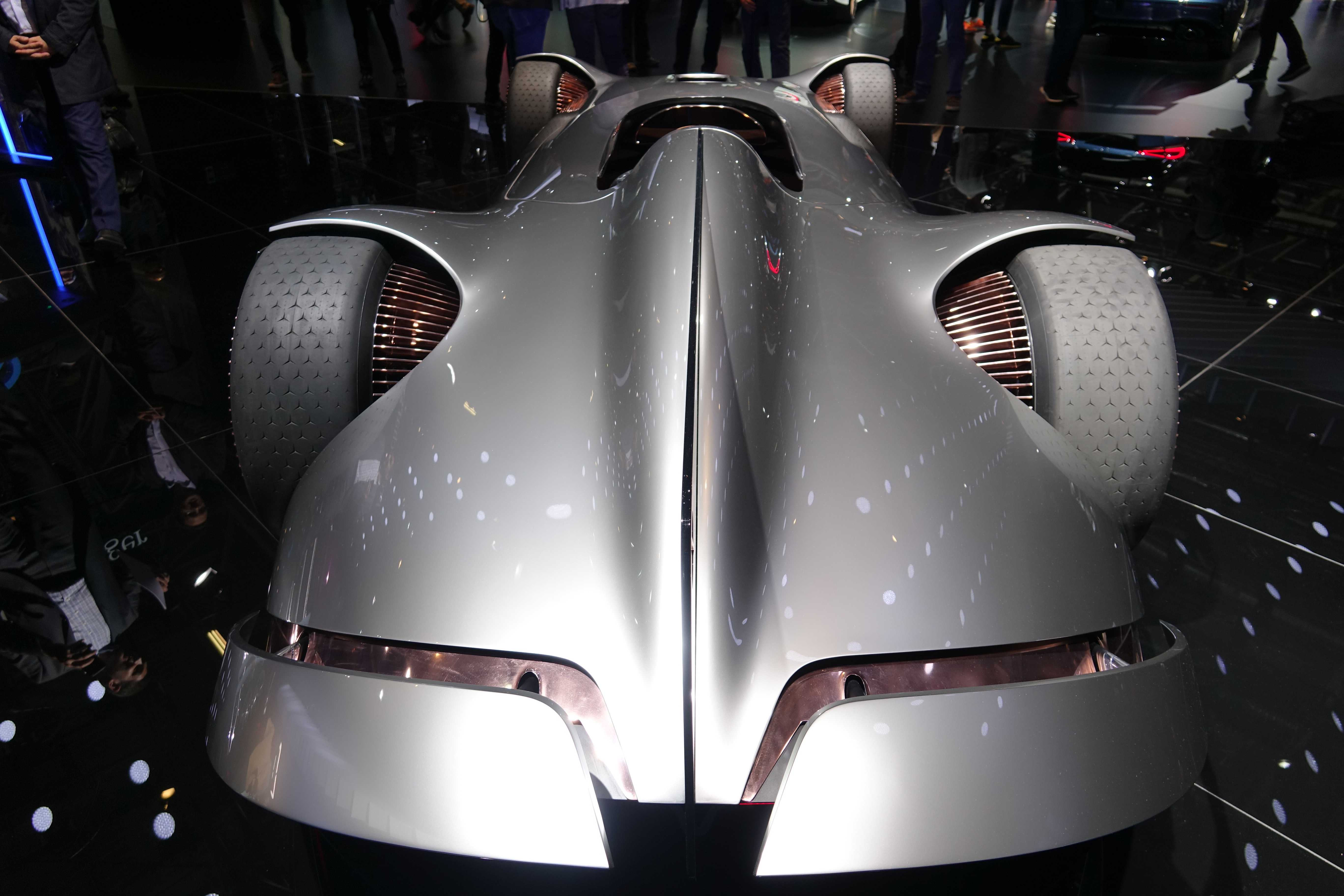
Mercedes-Benz Vision EQ Silver Arrow
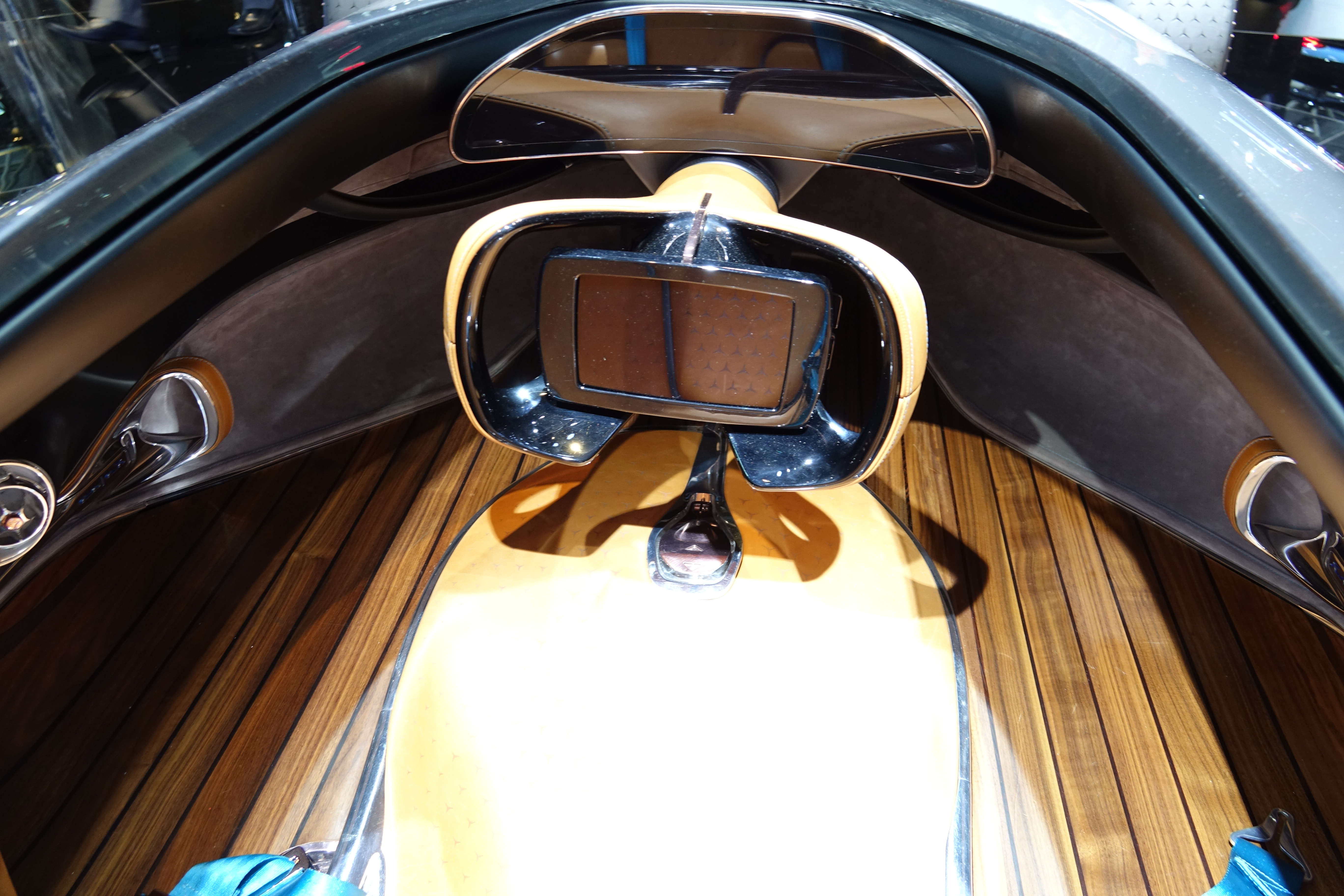
Interiér Mercedes-Benz Vision EQ Silver Arrow
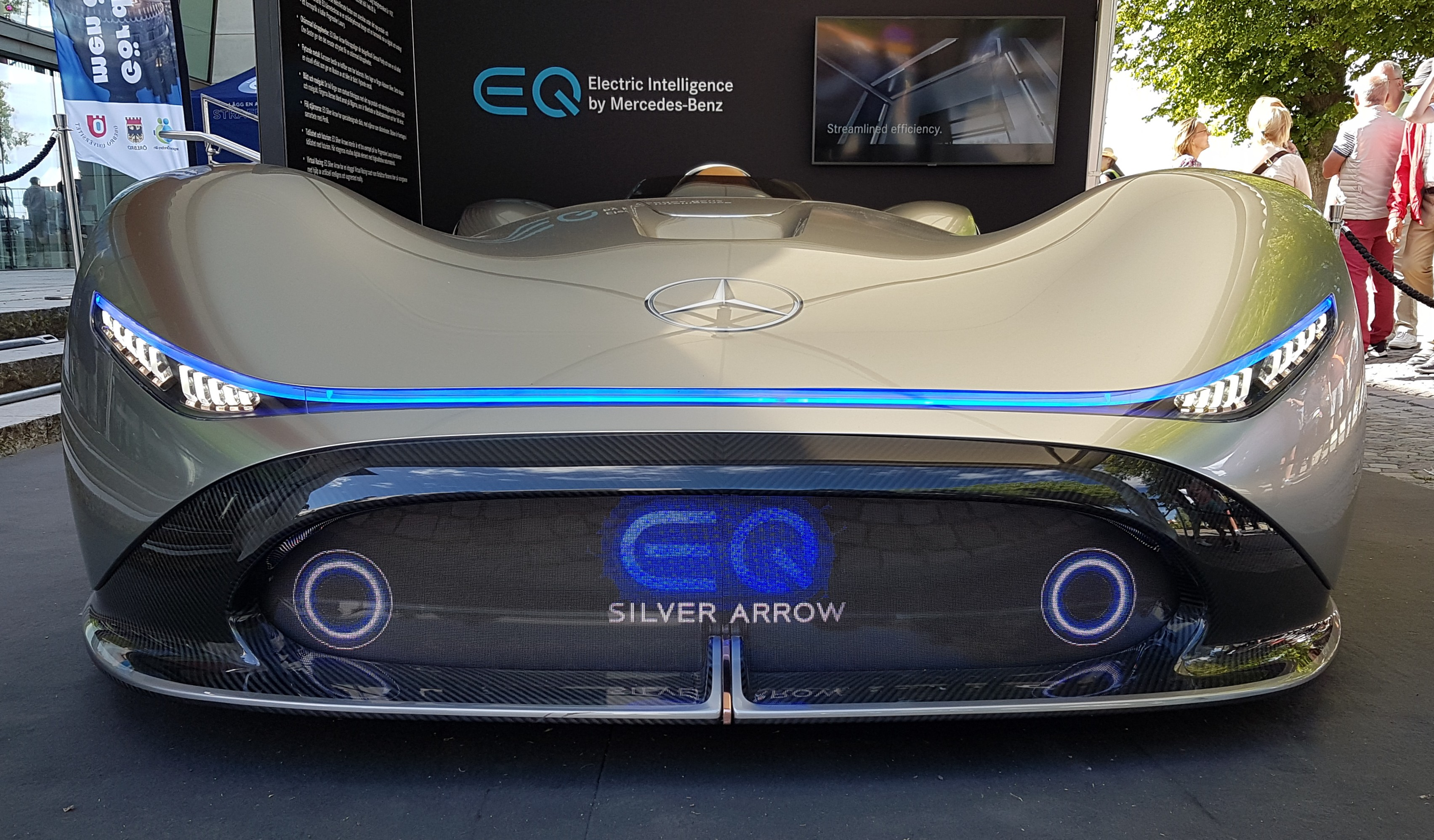
Mercedes-Benz Vision EQ Silver Arrow
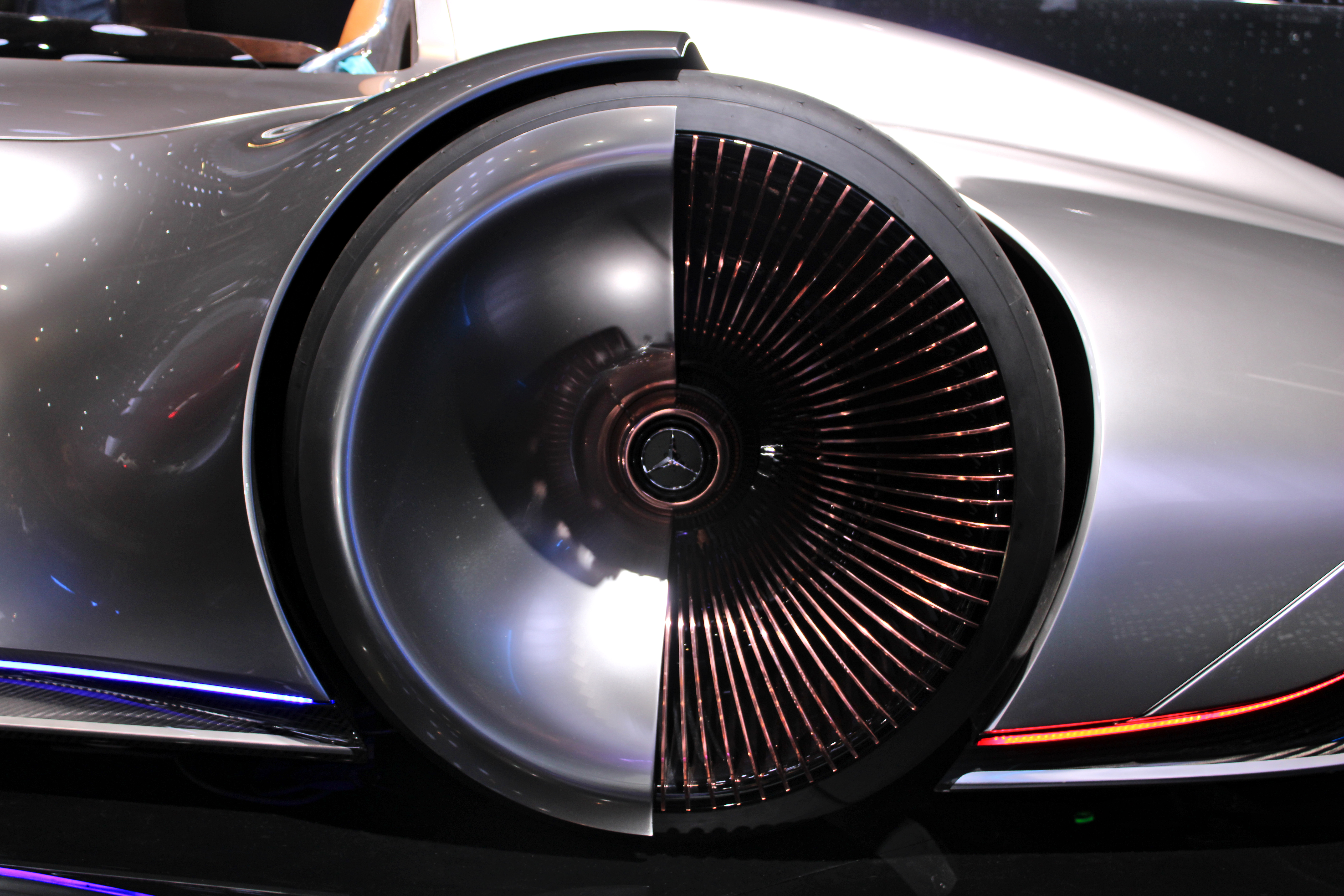
Kolo Mercedes-Benz Vision EQ Silver Arrow